# Prophet
Prophet är ett musikalbum av den svenska kristna rockgruppen Jerusalem. Albumet är enbart släppt på engelska.

## Låtlista (engelsk version)
Text av Ulf Christiansson, musik av Jerusalem.
1. "City on fire" - 5:39
2. "Risen" - 5:07
3. "The Waiting Zone" - 4:41
4. "Umbrella" - 5:36
5. "Be There With You" - 6:43
6. "On The Road" - 3:22
7. "Likes Them" - 4:10
8. "Truth" - 4:52
9. "Face in the Crowd" - 5:50
10. "Tomorrow" - 4:17
11. "Berlin '38 (Next year in Jerusalem)" 9:05
12. "Soldier" - 5:40

## Medverkande

### Jerusalem
- Ulf Christiansson: sång, gitarr
- Michael Ulvsgärd: trummor
- Peter Carlsohn: bas
- Reidar I Paulsen: keyboard